# ریچارد وستبروک
ریچارد وستبروک (زاده ۱۰ ژوئیه ۱۹۷۵) یک راننده حرفه ای اتومبیلرانی اهل بریتانیا است که به دلیل موفقیت در مسابقات اتومبیل های ورزشی پورشه و بین المللی مورد توجه همگان قرار گرفته است. به عنوان یک نوجوان، او دانشگاه سنت جوزف، ایپسویچ تحصیل کرد. او هر دو قهرمانی بین المللی پورشه سوپرکاپ (در سال های ۲۰۰۶ و ۲۰۰۷) و جام پورشه کررا در زادگاهش بریتانیا (۲۰۰۴) را به دست آورده است. در پایان فصل ۲۰۰۷، ریچارد قرارداد کارخانه ای را با برند آلمانی پورشه امضا کرد. سال بعد (۲۰۰۹)، وستبروک به مسابقات قهرمانی جی‌تی‌۲ فدراسیون بین‌المللی اتومبیل‌رانی رفت و چهار پیروزی را در این مسابقات به دست آورد و جایگاه خود را به عنوان یک راننده با ثبات در بین بهترین رانندگان ورزش های اتومبیلرانی محک کرد.
در سال ۲۰۱۱ وستبروک با تیم و کمپانی کوروت به عنوان راننده کارخانه قرارداد امضا کرد و در هر دو سری مسابقات خودروهای اسپرت رولکس (ورژن قبلی مسابقات حال حاضر ایمسا) و سری مسابقات لمانز آمریکایی شرکت کرد. قابل ذکر است که ریچارد در سال ۲۰۱۳ برنده مسابقه ۱۲ ساعته سیبرینگ شده است. وستبروک برای مسابقات قهرمانی اتومبیل های ورزشی فصل ۲۰۱۶، به تیم چیپ گاناسی ریسینگ پیوست تا با فورد جی‌تی جدید در این مسابقات رانندگی کند.

## اوایل حرفه ورزشی

### سالهای اولیه (۱۹۸۶-۱۹۹۶)
وستبروک در شهر چلمزفورد متولد شد و کارتینگ را در سال ۱۹۸۶ در کودکی آغاز کرد.

پس از فصل موفقیت آمیزی در سری مسابقات زمستانی فرمول واکسهال در سال ۱۹۹۳ (مقام دوم در این مسابقات و کسب ۱ برد)، او به اروپا رفت تا در سری مسابقات یورو فرمولا اوپل لوتوس شرکت کند. پس از یک فصل امیدوارکننده در اولین سال خود (مقام چهارم در مسابقات و کسب ۱ برد)، او در سال ۱۹۹۵ دوباره به این مسابقات برگشت و سه برد را به دست آورد و با فاصله امتیازی بسیار کم مقام سوم آن فصل را از دست داد.
در سال ۱۹۹۶ وستبروک به مسابقات فرمول ۳ رفت و برای رقابت جدی تر به مسابقات فرمول ۳ سری آلمان (با تیم توکماکیدی موتوراسپورت) و جام فرمول ۳ اتریش (با تیم آکلتینر موتوراسپورت) رفت. در مسابقات فرمول ۳ آلمان، او با تعدادی از رانندگان اروپایی، از جمله ستارگان آینده مسابقات فرمول یک مانند نیک هایدفلد و یارنو ترولی روبرو بود و رقابت میکرد او در این مسابقات یک برد به دست آورد.

### وقفه در مسابقات (۱۹۹۷–۲۰۰۲)
وستبروک از آنجایی که نتوانست بودجه مورد نیاز برای رقابت و پیشرفت حرفه خود را تامین کند، مجبور شد شش سال استراحت اجباری و طولانی از مسابقات داشته باشد، قبل از اینکه یکی از دوستانش را متقاعد کند که پول خرید یک ماشین را برای جام پورشه جی‌تی ۳ برای فصل ۲۰۰۲ را به او قرض دهد.

### راننده کارخانه ای فورد (۲۰۱۶)
وستبروک برای رانندگی کامل ۲۰۱۶ در مسابقات قهرمانی خودروهای ورزشی ایمسا با فورد جی‌تی جدید به همراه رایان بریسکو، جوی هَند و درک مولر به تیم چیپ گاناسی ریسینگ پیوست.